# Thomas Johnson (botanik)
Thomas Johnson (ur. ?, zm. 1644 r.) – angielski botanik i rojalistyczny pułkownik w angielskiej wojnie domowej. Nazywany jest "ojcem brytyjskiej botaniki polnej".

## Życie
Dokładna data urodzenia Johnsona nie jest znana. Urodził się pomiędzy rokiem 1595 i 1600 w Selby w hrabstwie Yorkshire. Wydaje się, że otrzymał dobre wykształcenie i stał się aptekarzem w Londynie w 1626 roku. Prawdopodobnie wcześniej mieszkał w Lincolnshire (Gerard, Herball, red. 1633, s. 74). W 1629 r. Pracował w Snow Hill w londyńskim City, gdzie posiadał ogród fizyczny i stał się wybitnym członkiem Kompanii Aptek.
W chwili wybuchu wojny domowej Johnson dołączył do rojalistów, a częściowo z powodu jego nauki, częściowo bez wątpienia za swoją lojalność, został mianowany licencjatem medycyny przez University of Oxford w 1642 r., A MD w dniu 9 maja 1643 r. Johnson wziął aktywnie uczestniczył w obronie Basing House, stając się podpułkownikiem sir Marmaduke Rawdona, gubernatora, a 14 września 1644 r., podczas potyczki z oddziałem Sir Williama Wallera pod dowództwem pułkownika Richarda Nortona, otrzymał strzał w ramię, "w wyniku której zachorował, zmarł dwa tygodnie później" (Siege of Basing Castle, 1644).

## Praca
Jego pierwsza praca była krótką relacją z jednej z wycieczek, które firma miała zwyczaj robić. Jego pierwszy lokalny katalog roślin został opublikowany w Anglii. Został zatytułowany "Iter Plantarum Investigationis ergo susceptum a decem Sociis in Agrum Cantianum, anno Dom 1629, Julii 13" (Londyn, 1629), a dodatek z trzech stron jest oznaczony jako "Ericetum Hamstedianum seu Plantarum ibi crescentium observatio habita anno eodem 1 Augusti." Johnson wydaje się (Herball, str. 450), że był w Kent w 1626 roku i że ponownie odwiedził zarówno ten okręg, jak i Hampstead Heath, ponieważ w 1632 opublikował rozszerzoną wersję obu list. Rośliny są nazywane w nich według Lobela, Dodoensa i Gerarda.Anna Pavord relacjonuje tę wyprawę w swojej książce The Naming of Names po tłumaczeniu Gilmoura (Gilmour 1972), stwierdzając, że zainspirował się w swoich poszukiwaniach jednym z pierwszych opisów botanicznej eksploracji, czyli Ulysse Aldrovandi (1557).
W 1633 Johnson opublikował swoje najważniejsze dzieło, The Herball, ... zebrane przez Johna Gerarde'a, ... bardzo rozbudowane i zmienione przez Thomasa Johnsona, obywatela i aptekarza w Londynie. Tak wielki był postęp botaniki w ciągu trzydziestu sześciu lat od pierwotnej publikacji Johna Gerarda (1597), że Johnson dodał do listy ponad osiemset nowych gatunków i siedemset cyfr, oprócz licznych poprawek. Dzieło, które zawiera około 2850 opisów, jest powszechnie znane pod nazwą "Gerard emaculatus", nadane mu przez Raya. Johnson wydaje się jednak, że ukończył go w ciągu roku. Został przedrukowany w 1636 r. Bez zmian. Haller style to "dignum opus, et totius rei herbariæ eo ævo notæ compendium".
W 1634 Johnson opublikował Mercurius Botanicus; sive Plantarum gratia suscepti itineris, anno 1634, descriptio, opis na siedemdziesięciu ośmiu stronach dwunastodniowej wycieczki do Oxfordu, Bath, Bristolu, Southampton i Isle of Wight, z angielskimi i łacińskimi nazwami obserwowanych roślin. Do tego dodano De Thermis Bathonicis ... Tractatus, s. 19, z planami kąpieli. W 1641 roku wydał Bot Merkurego. pars altera, opisujące wizytę w Walii i Snowdon oraz odkrycie wielu nowych roślin. W 1643 opublikował przekład dzieł chirurgicznych Ambroise Paré z języka francuskiego, który został przedrukowany w 1678 roku.

## Dziedzictwo
Wood mówi o nim, że jest "najlepszym zielarzem w jego wieku w Anglii" i "nie mniej dostojnym w garnizonie ze względu na jego męstwo i postępowanie jako żołnierz". Niewielkie dzieła botaniczne Johnsona, które stały się bardzo rzadkie, zostały zebrane i zredagowane przez T. S. Ralpha w 1847 roku pod tytułem Opuscula omnia botanica Thomæ Johnsoni.

## Publikacje
- Herball Johna Gerarda, czyli ogólna historia roślin opublikowana po raz pierwszy w 1597 r. Został powiększony przez Thomasa Johnsona i opublikowany w 1633 r. I ponownie w 1636 r. Zawierał on listę walijskich nazw roślin dostarczonych przez Roberta Daviesa. "Londyn: Drukowane przez Adama Islipa, Joice Nortona i Richarda Whitakersa, anno 1636."
- Wydanie 1633 zostało wydane w faksymile przez Dover, Nowy Jork, w 1975 roku: "Kompletna edycja 1633, poprawiona i powiększona przez Thomasa Johnsona." Przedruk tekstu drukowanego przez A. Islipa, J. Nortona i R. Whitakera, Londyn, pod tytułem, The herball, lub Generall history of plantes".
- Thomas Shearman Ralph zredagował traktaty Johnsona z tytułem Opuscula omnia botanica Thomae Johnsoni (Londini: Sumptibus Guliel, Pamplin, 1847): - Iter plantarum investigis ergo susceptum in agrum cantianum. - Descriptio itineris plantarum investigis ergo suscepti, in agrum cantianum .-- Mercurius botanicus .-- Thermae bathonicae .-- Mercurii botanici pars altera